# 奧多雷烏鄉
47°48′N 23°00′E / 47.800°N 23.000°E
奧多雷烏鄉（羅馬尼亞語：Comuna Odoreu, Satu Mare），是羅馬尼亞的鄉份，位於該國西北部，由薩圖馬雷縣負責管轄，面積47平方公里，海拔高度129米，2007年人口5,090，人口密度每平方公里108人。